# MUTO
MUTO (Massive Unidentified Terrestrial Organism, en español: Organismo Terrestre Masivo No Identificado) se refiere a una especie de monstruos gigantes o kaijus que aparecieron por primera vez en Godzilla (2014)

## Visión general

### Nombre
"MUTO" es un acrónimo de "Massive Unidentified Terrestrial Organism" (Organismo Terrestre Masivo No Identificado). El director Gareth Edwards declaró que "es básicamente el OVNI de los monstruos". El primer borrador de la película diferenciaba al MUTO masculino y femenino como Hokmuto y Femuto, respectivamente. La mercancía oficial relacionada con la película se refiere al MUTO masculino como "MUTO alado" y a la hembra como "MUTO de ocho patas". Si bien el término "MUTO" se usa para identificar a las dos criaturas parásitas en la película, originalmente se usó para hacer referencia a monstruos gigantes que aún no se han nombrado. Tal fue el caso en el cómic oficial de la precuela, Godzilla: Awakening, donde un superorganismo con mentalidad de colmena de la era Pérmica que se alimenta de radiación, se identifica como un MUTO antes de ser designado como Shinomura ("Enjambre de la muerte".) En Kong: Skull Island, Bill Randa (interpretado por John Goodman) afirma que la agencia Monarch (presentada por primera vez en Godzilla en 2014) se especializa en la búsqueda de organismos terrestres masivos no identificados. Godzilla: King of the Monsters (2019) cambia la designación de los kaijus de "MUTOs" a "Titans".

### Desarrollo
Al adquirir la licencia de Godzilla, Legendary Pictures había planeado presentar dos nuevos monstruos. El primer borrador de David Callaham presentó versiones tempranas de los MUTO donde se establecieron como antiguos enemigos de Godzilla, pero nunca se estableció por qué. Cuando Gareth Edwards se unió al proyecto, creó una historia de fondo para cerrar la brecha entre la conexión de Godzilla con los MUTO. Edwards hizo una lluvia de ideas sobre la idea de que "cuando estos Godzillas estaban en la Tierra, había otra criatura que los mataría y pondría sus huevos dentro de sus cuerpos muertos. Por lo tanto, si estas criaturas regresaran, parte de su ciclo de vida sería la capacidad de atraer Godzillas a la superficie para matarlos para su reproducción."
En una entrevista, Edwards comentó que tomó más de un año diseñar las criaturas MUTO, y enfatizó que tomó tanto tiempo crear algo que fuera nuevo y diferente para la época actual. Edwards y el equipo de diseño buscaron inspiración en personajes pasados de monstruos de películas como Jurassic Park, Alien, Starship Troopers y King Kong y reflexionaron sobre lo que hizo que estos monstruos y sus diseños fueran tan icónicos. A partir de esto, el diseño para los monstruos MUTO siguió evolucionando y "mutando", según Edwards, en un diseño que sintió que era más coherente.
Edwards ha acreditado al artista Matt Allsopp por crear la mayoría de los diseños de MUTO. Edwards declaró: "El ADN del MUTO es 80 a 90 por ciento de Matt, él era el hombre principal". Otros contribuyeron al diseño de los MUTO, como Weta, Rob Bliss, Steambot y Legacy, quienes proporcionaron un modelo tridimensional de los MUTO.
La película representa a los MUTO como una especie sexualmente dimórfica. La hembra es mucho más grande y camina sobre ocho extremidades; el macho es mucho más pequeño, con un par de sus ocho extremidades modificadas en alas para el vuelo motorizado. Aunque los MUTO tienen una apariencia de artrópodos, el cineasta Guillaume Rocheron los comparó más con los vertebrados. La angularidad del diseño de las alas del MUTO masculino se inspiró en los aviones furtivos. Como efecto secundario de la radiación que absorben como alimento, los MUTO son capaces de causar interferencia electromagnética, el macho emite ondas de choque EMP desde sus garras y la hembra tiene un campo EMP "Esfera de influencia" que la rodea.

## Apariciones
El término "MUTO" (organismo terrestre masivo no identificado) fue referenciado en Kong: Skull Island (2017). La súper especie madre de los MUTO, llamada MUTO Prime o Titanus Jinshin-Mushi, aparece en la novela gráfica Godzilla: Aftershock. Una segunda MUTO hembra aparece en Godzilla: King of the Monsters.

### Películas
- Godzilla (2014)
- Godzilla: King of the Monsters (2019)

### Videojuegos
- Godzilla Smash3
- Godzilla: Strike Zone

### Literatura
- Godzilla: Aftershock (cómic - 2019)